# Imago (альбом)
Imago — другий студійний альбом українського металкор-гурту Space of Variations. Альбом вийшов 23 вересня 2022 на лейблі Napalm Records.

## Про альбом
За словами учасників гурту, робота над альбомом тривала близько 2 років. Перший сингл з альбому, разом з відеокліпом, гурт випустив 29 липня 2021. Він отримав назву «ULTRABEAT» та був записаний разом з українською реперкою alyona alyona. У інтерв'ю для Brave Words Дмитро Кожухар і Олексій Зацерковний розповіли, що ідея записати спільну пісню прийшла до них, коли вони випустили відеокліп на пісню «Moonlight». Допис про реліз кліпу на офіційній сторінці гурту на Facebook прокоментувала alyona alyona, залишивши коментар «Кайфонула». Після цього вони запросили її на свій концерт і вирішили записати разом пісню. Режисером кліпу став Олег Руз.
Другий сингл, «SOMEONE ELSE» (укр. Хтось інший), випустили 18 січня 2022. Також, разом з синглом, команда опублікувала відеокліп. За словами музикантів, кліп є метафорою, як безликий натовп намагається знищити індивідуальність та зробити його таким самим, як вони. Учасники гурту також виконали усі декорації для відеокліпу та власноруч зрежисерували його. Оператором був їхній друг Віталій Левицький.
16 лютого вийшов третій сингл, «vein.mp3». На цей трек також було відзнято відеокліп, який зрежисували Максим Лавренчук та учасники гурту. Також, у день релізу синглу, команда оголосила про європейський тур, в рамках якого відбудеться шість концертів в Україні.
Планувалося, що композиція «vein.mp3» стане фінальним синглом перед релізом повноформатного альбому. Спочатку вихід мав відбутися 18 березня, але, через російське вторгнення в Україну, було оголошено, що його реліз відкладається. Новою датою вибрали 20 травня
18 травня гурт випустив однойменний, з назвою альбому, сингл та відеокліп на нього. Також було анонсовано, що дата виходу альбому знову переноситься. У інтерв'ю гурт розповів, що зйомки кліпу проходили 21 лютого і що атмосфера на зйомках була важкою, хоча «сам творчий процес був у нормі, але на фоні дуже відчувалося, що ми знаходимося на грані чогось страшного». Режисерами відеокліпу були учасники Space of Variations.
П'ятий сингл, «DNA molecule in a million of dimensions» вийшов 23 серпня разом з музичним відео. Режисером відеокліпу став Тимофій Касаткін за участю інших учасників команди. Тоді ж гурт оголосив, що восени вони відправляються у тур Америкою разом з P.O.D. та Jinjer. Тур починався 31 жовтня у Сан-Дієго та закінчувався 22 грудня у Лос-Анджелесі.
Альбом вийшов 23 вересня 2022 на австрійському лейблі Napalm Records. У пресрелізі музиканти сказали:
|  | Imago — це фінальна стадія розвитку комахи. Ми відчуваємо, що ми вже не діти, якими були раніше. Ми подорослішали як люди та як митці. Весь наш життєвий досвід відображений на цій платівці. На ній ми намагаємось зрозуміти, в якій реальності ми існуємо зараз та хто є ми в цій реальності. |

## Список композицій
| Стандартне видання         | Стандартне видання                        | Стандартне видання |
| #                          | Назва                                     | Тривалість         |
| -------------------------- | ----------------------------------------- | ------------------ |
| 1.                         | «SOMEONE ELSE»                            | 3:26               |
| 2.                         | «vein.mp3»                                | 3:54               |
| 3.                         | «NON-HUMAN CLUB 2.0»                      | 3:12               |
| 4.                         | «DNA molecule in a million of dimensions» | 3:26               |
| 5.                         | «Slaughterhouse (ぬ死)»                   | 3:06               |
| 6.                         | «OUTER SPACE»                             | 3:37               |
| 7.                         | «1M followers» (за участю Denis Stoff)    | 3:16               |
| 8.                         | «OCEAN OF MADNESS»                        | 3:04               |
| 9.                         | «FACE TO FACE»                            | 3:18               |
| 10.                        | «IMAGO»                                   | 3:17               |
| 11.                        | «Brahmastra»                              | 4:00               |
| 12.                        | «serial killer»                           | 2:40               |
| 13.                        | «ULTRABEAT» (за участю alyona alyona)     | 3:20               |
| 14.                        | «ellipsis…»                               | 1:15               |
| Загальна тривалість: 43:51 |                                           |                    |

## Відгуки
Альбом потрапив у список «22 найкращих українських альбоми 2022 року» за версією медіа про нову українську культуру Лірум. Музичний критик Артем Рісухін у коментарі цього списку відзначив, що цей альбом «виводить вінницький гурт на абсолютно нові орбіти». Також він зазначає, що музика на цьому альбомі звучить саме так, як і має звучати металкор у 2022 році: напористо, концептуально медодійно, з цікавими ідеями й аранжуванням.
Ґреґ Кеннелті з Metal Injection написав, що у цьому альбомі є абсолютно все, від класичного металкору до масивних рифів дженту. Гурт також майстерно додає сторонні стилі, такі як хіп-хоп, треп або навіть гіперпоп, коли це було доречно. У висновку він стверджує, що, незважаючи на таке різноманіття стилів, у слухача не виникне думки, що він слухає не металкор гурт.

## Нагороди та номінації
| Рік  | Премія                       | Номінація              | Результат | Примітка                                  | Дж.    |
| ---- | ---------------------------- | ---------------------- | --------- | ----------------------------------------- | ------ |
| 2021 | The Best Ukrainian Metal Act | Найкраще метал відео   | Номінація | «ULTRABEAT» (реж. Олег Руз)               | [ 21 ] |
| 2022 | The Best Ukrainian Metal Act | Найкраще метал відео   | Перемога  | «Imago» (реж. Space of Variations)        | [ 22 ] |
| 2022 | The Best Ukrainian Metal Act | Найкраще метал відео   | Номінація | «SOMEONE ELSE» (реж. Space of Variations) | [ 22 ] |
| 2022 | The Best Ukrainian Metal Act | Найкращий метал-альбом | Номінація |                                           | [ 22 ] |

## Учасники запису
У записі альбому взяли участь:
- Дмитро Кожухар — спів;
- Олексій Зацерковний — гітара(и), спів, електроніка, обкладинка альбому;
- Антон Касаткін — бас-гітара;
- Тимофій Касаткін — ударні.